# Кимрский округ
Кимрский округ — административно-территориальная единица Московской области, существовавшая в 1929—1930 годах.
Кимрский округ был образован в 1929 году. В его состав вошли следующие территории:
- Из бывшей Тверской губернии:
  - Кимрский уезд без Кашинской и Славковской волостей, а также селений Петровское, Заречье и Остров Петровско-Озерского сельсовета Горицкой волости
  - из Бежецкого уезда Киверичский, Ивановский, Сетковский и Некрасовский сельсоветы Киверичской волости
  - из Тверского уезда Ильгощинский, Волосковский и Афатовский сельсоветы Ильгощинской волости
- Из бывшей Московской губернии:
  - Ленинский уезд полностью
  - из Сергиевского уезда Федорцевская и Хребтовская волости полностью, Константиновская волость без селений Богородское и Отрада; селения Ереминской волости Былино, Антолопово, Разделенцы, Новиково, Егорьево, Лихонино, Бородкино и Новое
  - из Клинского уезда совхоз Карачарово Свердловской волости.

Центром округа был назначен город Кимры.
Округ был разделён на 7 районов:
- Горицкий,
- Калязинский,
- Кимрский,
- Константиновский,
- Кузнецовский,
- Ленинский
- Нерльский.

26 февраля 1930 года Кузнецовский район был переименован в Конаковский.
23 июля 1930 года Кимрский округ, как и большинство остальных округов СССР, был упразднён. Его районы отошли в прямое подчинение Московской области (Постановление ЦИК Союза ССР) (Собрание законов и распоряжений Рабоче-крестьянского Правительства СССР. I отдел. № 37 от 8 августа 1930 г. - ст. 400).